# Elisa de Sousa Pedroso
Elisa Baptista de Sousa Pedroso DmSE • GCIP, mais conhecida como Elisa de Sousa Pedroso (São Pedro, Vila Real, 10 de julho de 1876 — Lapa, Lisboa, 18 de abril de 1958), foi uma pianista, concertista, mecenas e musicóloga portuguesa, directora da Juventude Musical Portuguesa e fundadora e presidente do Círculo de Cultura Musical.

## Biografia
Nasceu a 10 de julho, na Rua Direita, e foi batizada a 10 de agosto de 1876 na freguesia de São Pedro, Vila Real. Era uma de três filhos do que viria a ser, em 1898, o 1.º visconde de Carnaxide, o violinista amador António Baptista de Sousa (São Pedro, Vila Real, 15 de outubro de 1847 — Lisboa, 12 de março de 1935) e de Josefa Emília de Carvalho, natural de Vila Real (freguesia de São Dinis). Aos 7 anos vai viver para Lisboa com o pai. É aqui que estuda música com Alexandre Rey Colaço, Vianna da Motta e Francisco Baía. Mais tarde, estuda em França com Ignaz Friedman, Édouard Risler, Raoul Pugno, Conrado del Campo, Pau Casals e Alfredo Casella.
Aos 14 anos apresenta-se publicamente e realiza recitais de piano em Portugal e Espanha.
A 29 de outubro de 1899, casou na igreja paroquial de Santa Catarina, em Lisboa, com o advogado Alberto Pedroso (Santa Maria Maior, Covilhã, c. 1876), filho de António Pedroso dos Santos, natural de Almeida, e de Ana Cândida Mendes, natural da Covilhã. O casamento foi celebrado pelo então bispo do Porto, D. António Barroso. Foram testemunhas do casamento o Conselheiro João Franco e o deputado Adriano Antero.
Depois de enviuvar de Alberto Pedroso, falecido a 29 de outubro de 1930, de quem teve um filho (António Baptista de Sousa Pedroso, 2.º visconde de Carnaxide), aumentou a sua produção literária, apesar de ser mais reconhecida na época como pianista do que escritora.
Funda em 1934 o Círculo de Cultura Musical, uma sociedade de concertos da qual é eleita presidente vitalícia. Cria delegações que se estendem a todo o país, includindo ilhas, e aos territórios colonizados por Portugal. 
Em 1947 contribui para a fundação da Juventude Musical Portuguesa, organização da qual será directora até à data da sua morte.
Junto com Olga Cadaval e Pedro de Freitas Branco, forma a comissão de honra do festival de música organizado em 1957 pela directora do Serviço de Música da Fundação Calouste Gulbenkian. O seu mecenato da música levou a que tivesse contacto com várias figuras de relevo da época, incluindo Arthur Honegger, Serguei Prokofiev, Magda Tagliaferro, Almada Negreiros, Luís de Freitas Branco, Francisco Vieira de Almeida, Helena Sá e Costa e Madalena Sá e Costa. Era admiradora e amiga de António de Oliveira Salazar, ditador português.
Morreu a 18 de abril de 1958, aos 81 anos, vítima de enfarte do miocárdio, na Rua Borges Carneiro, n.º 22, freguesia da Lapa, em Lisboa, onde residia.

## Obra
- A Musica Hespanhola Contemporanea - 1917
- Cultura artística de hoje: notas de três meses de viagem - 1935
- L'art, expression de notre esprit national - 1941

## Prémios

### Concurso Elisa Pedroso
Fundado em 1956, este concurso foi uma edição do Conservatório Nacional de Lisboa; a vencedora da primeira edição por unanimidade é Maria João Pires, que tinha então 14 anos. No entanto o concurso é rodeado de polémica e não volta a realizar-se.

### Prémio Nacional Elisa de Sousa Pedroso
Promovido pelo Convervatório Regional de Música de Vila Real, o prémio Nacional Elisa de Sousa Pedroso tem início em 2009. Era inicialmente um concurso nacional de piano; desde 2011 inclui as modalidades de piano e violino para concorrentes até aos 20 anos, e a partir de 2016 abriu uma categoria para alunos do ensino superior até aos 21 anos.

### Prémio Luso-Galaico Elisa de Sousa Pedroso
Desde 2019, o prémio Nacional foi alargado à Galiza.

## Condecorações
- Dama da Ordem Militar de Sant'Iago da Espada (5 de outubro de 1930)[10]
- Grã-Cruz da Ordem da Instrução Pública (16 de novembro de 1954)[10]
- Cruz da Ordem Civil de Alfonso X, o Sábio[1]
- Cavaleiro de Colombo (1948)[1]
- Medalha da Ordem Nacional da Legião de Honra[1]
- Medalha da Ordem de Mérito da Águia Alemã[11]
- Colar e Medalha da Cruz Vermelha Portuguesa[1]
- Colar do Instituto de Coimbra[1]
- Medalha de Prata da Cidade de Lisboa[1]

## Homenagens
- Em 1954 foi homenageada pelo Governo Português no Teatro Nacional de São Carlos, num evento que contou com a presença de, entre outros, Pedro de Freitas Branco, Ernesto Halffter, Helena Sá e Costa, Sequeira Costa, e Nella Maissa.[1]
- Em 1961 foi homenageada pela Juventude Musical Portuguesa.[1]
- Descerramento de lápide em 1964 em Vila Real, por parte da Câmara Municipal.[1]
- O Jardim Elisa Baptista de Sousa Pedroso na freguesia da Estrela homenageia a pianista.[12]
- Rua Elisa Sousa Pedroso, em Carnaxide.[13]
- Em 31 de maio de 2008, descerra-se uma placa toponímica de homenagem a Elisa Sousa Pedroso no pátio do Conservatório de Música de Vila Real.[1]